# Gustave Fache
Pour les articles homonymes, voir Fache (homonymie).
Gustave Fache, né à Mouscron (Belgique) le 18 janvier 1879 et mort dans cette ville le 24 janvier 1932, est un architecte belge.
À la fin de la Belle Époque, il était actif localement comme maître d'œuvre à Mouscron.

## Biographie
Gustave Fache naît à Mouscron en 1879. Ses parents sont originaires de Flandre occidentale : son père, Désiré Fache, est originaire de Neuve-Église (Nieuwkerke) et sa mère, Apolline Nuttin, est de Mouscron.
Gustave termine ses études secondaires au collège de sa ville natale. À l'âge de 16 ans, en août 1895, il obtient le diplôme d'arpenteur. Il étudie ensuite l'architecture, jusqu'en 1899, à l'Académie des Beaux-Arts de Tourcoing (France).
En 1900, il part quatre ans pour la ville portuaire de Boma (République démocratique du Congo, à l'époque État indépendant du Congo) pour travailler pour le gouvernement en tant qu'arpenteur.
De retour en Belgique, il épouse le 5 mai 1905 Marie Sophie Penez (née à Mouscron le 18 mai 1879) avec laquelle il a huit enfants.
Au sommet de sa carrière, Gustave dirige six salariés et, au fil du temps, l'école industrielle de Mouscron le recrute pour le poste d'enseignant.
Dès l'été 1917, Gustave Fache fonde, avec le père jésuite Jacques Sevin, « Les Guides », la première association scoute de Mouscron.
À la fin de sa vie, il vit dans la rue des Villas, où il meurt le 24 janvier 1932. Sa femme meurt dans sa ville natale le 5 mai 1953.

## Famille
Gustave Fache a huit enfants, quatre filles et quatre fils. L'un de ces fils suit l'exemple de son père et devient également architecte. Un autre fils, Adrien (né à Mouscron le 24 décembre 1920), est résistant pendant la Seconde Guerre mondiale. Les forces d'occupation le condamnent à la peine de mort, mais il survit à la guerre.

## Postérité
En 2009, la ville de Mouscron lui rend hommage en donnant son nom à une drève (drève Gustave Fache).
En 2024, la ville de Mouscron, à l'instigation de son petit-fils Jacques Mercier, pose une plaque commémorative sur sa maison située 4 rue des Villas. Un code QR fait référence à des informations biographiques. Des personnalités de l'Ordre des Architectes et les présidents de la Fédération scoute sont présents, ainsi que plus de 200 descendants de Gustave Fache.

## Réalisations
- 1906-1932 : Mouscron et environs : environ 250 petites maisons en brique, de style éclectique, construites selon un modèle typique, destinées aux ouvriers et aux citoyens ordinaires.
- 1911 : Mouscron : remarquable maison d'angle Pierre Alain avec bardage en faïence et tourelle, Kleinestraat / Rue du Froidchamps.
- 1922 : Nieuwkerke (Heuvelland) : Mitoyenstraat 5. Reconstitution d'une ferme historique de la Cense du Don[4].
- 1927 : Le Coq (Klemskerke) : Leopoldlaan 14, au coin de l'avenue Montaigne : maison de commerce double à deux étages sous un toit en croupe incurvé ; patrimoine architectural comme boutique-maison d'habitation (14 mai 2024) ; paysage urbain protégé, faisant partie de la « Concession » (24 juin 1981)[4],[5].
- Mouscron : trois cinémas (maintenant disparus)[3].
- Mouscron : deux bâtiments industriels : l'usine Six et la savonnerie Tranoy[3].